# Pound Ridge
Pound Ridge ist eine Town in Westchester County, New York in den Vereinigten Staaten. Im Jahr 2010 betrug die Einwohnerzahl 5104.

## Geografie

### Geografische Lage
Der Ort liegt im Dreieck zwischen Hudson River und dem Long Island Sound, gut 50 Kilometer nordöstlich von Manhattan. Es handelt sich um ein Grundmoränengebiet der letzten Eiszeit und ist von teilweise schrundigen, aber niedrigen Hügeln, Wäldern und Gewässern geprägt.

### Nachbargemeinden
|         | Lewisboro |           |
| Bedford |           | Lewisboro |
|         | Stamford  |           |

### Klima
Die Temperaturen in Pound Ridge schwanken zwischen einer durchschnittlichen Tiefsttemperatur im Februar von −7,8 Grad Celsius und einer durchschnittlichen Höchsttemperatur von 29,5 Grad Celsius im Juli. Die Niederschläge liegen um etwa 25 mm pro Monat über dem US-Durchschnitt.

## Geschichte
Die erste Besiedlung des Gebietes erfolgte 1744, nahe dem heutigen Zentrum der Town. Die Bevölkerungszahl entwickelte sich stetig, so dass am 7. März 1788 die Gründung der Town vorgenommen wurde. Der Name leitet sich ab von einer indianischen Rotwild-Falle (englisch pound), die dort am Fuß eines Abhanges stand. Bis zur Mitte des 19. Jahrhunderts wurden in Pound Ridge in Heimarbeit Körbe geflochten und an die Muschelfischer an der nahen Atlantikküste verkauft. Der Niedergang des Gewerbezweiges wurde sowohl durch billigere Importware und industriell geflochtene Körbe verursacht, als auch durch das Aussterben der Muschelbänke durch die zunehmende Wasserverschmutzung an der Küste. Zudem war Pound Ridge ein Zentrum der vorindustriellen Schuhindustrie.
Heute dient Pound Ridge in erster Linie als Wohnort für betuchte Bürger.

### Einwohnerentwicklung
| Jahr      | 1700 | 1710 | 1720 | 1730 | 1740 | 1750 | 1760 | 1770 | 1780 | 1790 |
| --------- | ---- | ---- | ---- | ---- | ---- | ---- | ---- | ---- | ---- | ---- |
| Einwohner |      |      |      |      |      |      |      |      |      | 1062 |
| Jahr      | 1800 | 1810 | 1820 | 1830 | 1840 | 1850 | 1860 | 1870 | 1880 | 1890 |
| Einwohner | 1266 | 1249 | 1359 | 1437 | 1407 | 1486 | 1471 | 1194 | 1034 | 830  |
| Jahr      | 1900 | 1910 | 1920 | 1930 | 1940 | 1950 | 1960 | 1970 | 1980 | 1990 |
| Einwohner | 823  | 725  | 515  | 602  | 806  | 1234 | 2573 | 3792 | 4009 | 4550 |
| Jahr      | 2000 | 2010 | 2020 | 2030 | 2040 | 2050 | 2060 | 2070 | 2080 | 2090 |
| Einwohner | 4726 | 5104 |      |      |      |      |      |      |      |      |

## Wirtschaft und Infrastruktur

### Verkehr
Pound Ridge verfügt über keinen eigenen Bahnanschluss; die nächstgelegenen Amtrak-Stationen sind Stamford (20 km) und Croton-Harmon (25 km).

### Medien
Seit 1995 wird Pound Ridge mit einem Wochenblatt, dem Record Review, versorgt. Der Ort verfügt über keine eigenen Radio- oder Fernsehstationen, wird aber durch Sender in der Umgebung, insbesondere in New York und Stamford, abgedeckt.

### Öffentliche Einrichtungen
Die öffentliche Bücherhalle des Ortes verfügt über mehr als 50.000 Bücher, knapp 5000 Audio-Materialien und über 2000 Videos. Es sind keine Krankenhäuser in Pound Ridge angesiedelt, das nächstgelegene Hospital findet sich im benachbarten Katohna, etwa 9 Kilometer entfernt.

### Bildung
Pound Ridge verfügt über eine Grundschule für 400 Schüler, die vom Kindergarten bis einschließlich der 5. Klasse führt. Für weiterführende Schulen müssen die Einrichtungen der umgebenden Gemeinden genutzt werden. Das größte College der näheren Umgebung ist das SUNY Westchester Community College mit etwa 10.000 Schülern in etwa 25 km Entfernung; das nächstgelegene größere College ist das Norwalk Community College in etwa 18 km Entfernung. Die nächsten Universitäten finden sich in Danbury und Fairfield im benachbarten Connecticut.

## Persönlichkeiten

### Söhne und Töchter der Stadt
- George E. Lounsbury (1838–1904), Politiker
- Ali MacGraw (* 1939), Filmschauspielerin

### Persönlichkeiten, die vor Ort gewirkt haben
- Max Abramovitz (1908–2004), Architekt. Verbrachte hier seinen Lebensabend.
- Ross Lowell (1926–2019), Kameramann und Oscar-Preisträger
- William Rubin (1927–2006), Kunsthistoriker und Kurator am Museum of Modern Art
- Lisl Steiner (1927–2023), Fotografin

## Sonstiges
- Benny Goodman veröffentlichte 1941 eine Orchesteraufnahme Pound Ridge.[7]